# 8 Simple Rules
8 Simple Rules (i original 8 Simple Rules for Dating My Teenage Daughter) är en amerikansk situationskomediserie med bland annat John Ritter, Katey Sagal och Kaley Cuoco, producerad av Touchstone Television. Serien visades mellan 17 september 2002 och 15 april 2005 på ABC. I Sverige har serien visats på TV3 och Comedy Central.
Den 11 september 2003, under inspelningen av ett avsnitt ur andra säsongen av serien, blev Ritter allvarligt sjuk och fördes till ett närliggande sjukhus. Han dog av en aortadissektion endast några timmar senare. De tre avsnitt av säsongen som redan spelats in sändes som en hyllning till Ritter. I det fjärde avsnittet skrevs rollfigurens död in i serien där han hade kollapsat i en matbutik och senare avlidit. Resten av säsongen handlar till stor del om hur familjen handskas med faderns död.
Efter Ritters död skrevs både James Garner (som morfar Jim) in i serien och senare David Spade (C.J., Cates systerson) som nya återkommande karaktärer.

## Handling
Serien handlar om en helt vanlig familj, om pappa Paul Hennessy (John Ritter), mamma Cate (Katey Sagal), äldsta dottern Bridget (Kaley Cuoco), mellanbarnet Kerry (Amy Davidson) och Rory (Martin Spanjers), som är yngst. Paul uppskattar inte att hans döttrar Bridget och Kerry dejtar, så han tar alltid drastiska åtgärder när han får veta att det är en kille med i bilden.

### De åtta reglerna
Paul gör en lista på åtta punkter som gäller för att få möjlighet att dejta tonårsdöttrarna:
1. Har du dina händer på min dotter kommer jag att kapa av dem.
2. Får du henne att gråta, så får jag dig att gråta.
3. Säker sex är en myt. Vad du än gör är det farligt för din hälsa.
4. Kommer hon hem sent efter en träff med dig, så var det den sista träffen.
5. Kör du upp på uppfarten och tutar är det bäst för dig att du ska lämna ett paket, för här har du ingenting att hämta.
6. Klaga inte medan du väntar på din date. Har du tråkigt, byt oljan i min bil.
7. Ser jag att dina byxor hänger vid dina höfter väntar jag inte en sekund med att fästa dem på sin rätta plats med min häftapparat.
8. En date måste ske på offentliga ställen där det finns människor. Vill du ha lite romantik? Läs en bok!

## Rollfigurer

### Bridget
Bridget går i High School och är en populär tjej. Hon har arbetat som modell, och på sin fritid älskar hon att träffa killar och att festa.

### Kerry
Kerry är den smarta familjemedlemmen. Tyvärr får hon inte lika mycket uppmärksamhet som hon själv tycker att hon borde.

### Rory
Rory är en kille som desperat försöker komma med "i gänget". Han har inte varit på en riktig dejt och är rädd för att göra bort sig inför tjejer. 

### Paul
Paul är en före detta sportjournalist, som nu skriver en egen kolumn om livsstil.

### Cate
Cate är sjuksköterska och får senare jobb på skolan som Bridget, Kerry och Rory går i, som skolsköterska.